# Mörön
Mörön (também escrito Murun, Muren) é a capital da província de Hövsgöl no norte da Mongólia.

## Aeroporto
O aeroporto de Mörön (ICAO:ZMMN, IATA: MXV) tem uma pista não pavimentada. Ela serve para vôos regulares de e para Ulaanbaatar. Alguns vôos para as Aymags do oeste também param aqui.